# Teodor Palimąka
Teodor Palimąka (ur. 9 listopada 1919 w Sosnowcu, zm. 7 września 1980 w Gubinie) – działacz partyjny okresu PRL.

## Działalność partyjno-zawodowa
Pochodził z rodziny robotniczej. Od lat 30. XX w. członek Komunistycznego Związku Młodzieży Polski, od 1945 członek Polskiej Partii Robotniczej, a od 1948 członek Polskiej Zjednoczonej Partii Robotniczej. Od 1945 do 1950 pracował w przedsiębiorstwie budowlanym w Katowicach i Hucie Pokój w Nowym Bytomiu, początkowo jako pracownik fizyczny, a następnie kierownik działu. W 1950 przeniesiony służbowo z Sosnowca do pracy w Wydziale Kadr KC PZPR w Warszawie. W latach 1954–1958 słuchacz w Wyższej Szkole Nauk Społecznych przy KC PZPR. Ukończył studia także na Uniwersytecie Warszawskim. W latach 1958–1959 starszy instruktor w Centralnej Radzie Związków Zawodowych. 
W okresie od 1959 do 1961 starszy inspektor w Wydziale Kadr KC PZPR. W latach 1961–1963 inspektor w Wydziale Organizacyjnym KC PZPR. W latach 1963–1970 był zastępcą kierownika Wydziału Organizacyjnego KC PZPR. Z kolei w latach 1970–1972 był kierownikiem Biura Spraw Kadrowych Komitetu Centralnego PZPR. Miał wówczas decydujący wpływ na obsadę stanowisk w aparacie partyjnym. 
Od stycznia 1972 do kwietnia 1980 był kierownikiem Wydziału Administracyjnego KC PZPR. Wydział ten sprawował nadzór nad wojskiem, bezpieczeństwem, sądownictwem oraz stosunkami państwo-kościół. Na kolejnych zjazdach PZPR był wybierany do centralnych władz partyjnych. Na IV (1964] oraz V (1968) Zjeździe PZPR wybrany w skład Centralnej Komisji Rewizyjnej PZPR. Z kolei na VI (1971) oraz VII (1975) Zjeździe PZPR wybrany na członka Komitetu Centralnego PZPR.
22 kwietnia 1980 r. mianowany przez Radę Państwa PRL ambasadorem nadzwyczajnym i pełnomocnym Polskiej Rzeczypospolitej Ludowej w Syryjskiej Republice Arabskiej. Funkcję tę pełnił jedynie przez cztery miesiące, ale nigdy formalnie nie objął tego stanowiska.

## Śmierć
7 września 1980 zmarł w Gubinie, gdzie miał uczestniczyć w przysiędze wojskowej swego pasierba. Pochowany 10 września 1980 roku na Cmentarzu Wojskowym na Powązkach w Warszawie (kwatera A4-tuje-19). W pogrzebie uczestniczyli przedstawiciele najwyższych władz PRL m.in. ówczesny I sekretarz KC PZPR Stanisław Kania, wicepremier Stanisław Kowalczyk, sekretarz KC PZPR Emil Wojtaszek oraz przewodniczący Centralnej Komisji Rewizyjnej PZPR Jerzy Muszyński.

## Odznaczenia
- Order Sztandaru Pracy I klasy
- Order Sztandaru Pracy II klasy
- Krzyż Oficerski Orderu Odrodzenia Polski
- Złoty Krzyż Zasługi
- Medal 30-lecia Polski Ludowej
- Złoty Medal „Za Zasługi dla Obronności Kraju”
- Srebrny Medal „Za Zasługi dla Obronności Kraju”
- Brązowy Medal „Za Zasługi dla Obronności Kraju”
- Honorowa Odznaka 30-lecia PPR (1972)[3]
- inne medale i odznaczenia